# Emilio Alfaro Martínez
Emilio Alfaro Martínez (Mendigorria, España, 30 de diciembre de 1955) es un periodista, comunicador político y escritor que ha desarrollado casi toda su carrera profesional en el País Vasco.

## Biografía
Licenciado en Ciencias de la Información (Periodismo) por la Universidad de Navarra (Pamplona, 1973-78), se incorporó en 1979 a El Correo (edición Álava) como redactor de información municipal y en 1983 pasó a ocuparse de la información política en la edición general
En 1985 fue nombrado director del Gabinete de Prensa del Gobierno vasco en el Ejecutivo del PNV presidido por el lehendakari José Antonio Ardanza (1985-87). De regreso al periodismo, fue responsable (1988-1990) de las páginas de “Domingo” de El Correo y durante una breve etapa (1990-91) se incorporó a El País en Madrid como redactor político.
Volvió a Euskadi para poner en marcha con José Antonio Zarzalejos la sección de Opinión de El Correo, de la que fue responsable hasta 1997. En febrero de 1997 participó con Ander Landaburu en el lanzamiento de la Edición de El País en el País Vasco, fue su jefe de Redacción hasta 2009 y escribió numerosas crónicas y análisis sobre las tensiones nacionalistas, el problema de la violencia en Euskadi y otras cuestiones.
En enero de ese año fue nombrado secretario general de Comunicación del Gobierno Vasco con el lehendakari Patxi López (PSE-EE). Afectado por el ERE de El País al concluir la legislatura y retornar al periodismo, prolongó su actividad asumiendo responsabilidades de comunicación en el PSE-EE, el Grupo Socialista en el Parlamento vasco y el Departamento de Medio Ambiente, Planificación Territorial y Vivienda dirigido por Iñaki Arriola en el Gobierno vasco de coalición PNV-PSE.
Tras su jubilación en 2021, Emilio Alfaro, ha continuado su actividad como escritor de ficción. En 2022 se publica su primera novela "Matar, Amar". La obra plantea una tragedia ambientada en un País Vasco azotado por la violencia de ETA, que tiene como protagonistas a un etarra arrepentido y a la joven viuda de un teniente de la Guardia Civil a quien asesinó años atrás.
"El abismo que me acecha", su segunda obra publicada en 2024, cuenta cómo la existencia de un profesor que ya no espera nada de la vida salta en pedazos cuando conoce a Claudia, una mujer seductora y ambiciosa dispuesta a todo, que lo utiliza para deshacerse de su padre enfermo.

## Obras
- "Matar, Amar"[9] (Alberdania, 2022)
- "El Abismo que me acecha" (Alberdania, 2024)